# Omar Ibn Al-Chattab-moskee (Gwangju)
De Omar Ibn Al-Chattab-moskee (ook wel Gwangju-moskee genoemd) is een moskee in de stad Gwangju, in het zuidwesten van Zuid-Korea.

## Activiteiten
De moskee is te allen tijde geopend en de vijf dagelijkse gebeden en het vrijdaggebed worden verricht. De moslims in Gwangju die naar de moskee komen komen vanuit verschillende landen, waaronder Zuid-Korea, Indonesië, Bangladesh, Pakistan, Oezbekistan, Kazachstan, Turkije, Tanzania en de Malediven. De moskee organiseert bezoeken aan de moskee, dit zijn islamitische culturele bezoeken, inclusief een lezing, video en lunch, en de moskee biedt lezingen over islamitische literatuur in de Koreaanse taal, naast een oriëntatieprogramma voor nieuwe moslims.